# Pablo Govantes
Pablo Govantes (Foncea, 30 de junio de 1785 -Madrid, 28 de octubre de 1865) fue un político español.

## Biografía
Riojano, fue diputado por Logroño en cuatro legislaturas. Afiliado al Partido Progresista fue nombrado ministro interino de Fomento en 1853.